# Gaio Rabirio (politico)
Gaio Rabirio (in latino Caius Rubirius; Roma, 130 a.C. circa – 60 a.C. circa) è stato un politico romano.
Sostenitore degli ottimati, nel 100 a.C. fu tra i repressori del movimento riformista del tribuno della plebe Saturnino; a quanto pare non ebbe una diretta responsabilità nelle violenze che portarono all'omicidio del tribuno, ma entrò in possesso della testa di questo e la fece circolare tra i commensali di una cena per scherzo.
Però nel 63 a.C., Tito Labieno, tribuno della plebe, lo accusò di perduellio, proprio per l'omicidio di Saturnino: con un plebiscito Labieno istituì come giudici del tribunale di Rabirio Gaio Giulio Cesare e suo cugino Lucio, i quali lo condannarono a morte e, secondo le disposizioni del plebiscito, avrebbero dovuto flagellarlo e crocifiggerlo. Rabirio fece appello alla provocatio ad populum, fu difeso da Quinto Ortensio Ortalo e da Marco Tullio Cicerone, (che scrisse un'orazione per difenderlo, la Pro Rabirio) e, in seguito alle proteste del popolo, fu salvato dal pretore Quinto Cecilio Metello Celere, attraverso un mezzo ostruzionistico: corso sulla rocca in cima al Gianicolo, Metello calò la bandiera militare, il che implicava, secondo la storia arcaica, che tutte le attività pubbliche dovessero essere sospese, tra cui il processo di Rabirio stesso.
Cicerone difese Rabirio nell'anno in cui era console e vedeva come suo dovere difendere un senatore da un'accusa in qualità di capo di Stato. L'intero processo era comunque una mossa politica poco motivata, un attacco contro gli optimates da parte dei populares, che all'epoca facevano riferimento, tra le tante figure populiste, a Cesare.